# Чагарниця
Чагарни́ця (Garrulax) — рід горобцеподібних птахів родини Leiothrichidae. Представники цього роду мешкають в Гімалаях і Південно-Східній Азії.

## Види
Виділяють чотирнадцять видів:
- Чагарниця горжеткова (Garrulax monileger)
- Чагарниця рудолоба (Garrulax rufifrons)
- Чагарниця чубата (Garrulax leucolophus)
- Чагарниця чорноголова (Garrulax milleti)
- Чагарниця двоколірна (Garrulax bicolor)
- Чагарниця рудоголова (Garrulax strepitans)
- Чагарниця камбоджійська (Garrulax ferrarius)[8][9]
- Чагарниця сіра (Garrulax maesi)
- Чагарниця темна (Garrulax castanotis)
- Чагарниця сіроголова (Garrulax palliatus)
- Гуамея світлоока (Garrulax canorus)
- Гуамея тайванська (Garrulax taewanus)
- Чагарниця смугастовола (Garrulax merulinus)
- Чагарниця анамська (Garrulax annamensis)

За результатами молекулярно-генетичного дослідження, опублікованого в 2018 році, низку видів, яких раніше відносили до роду Garrulax, було переведено до родів Сірогорла чагарниця (Ianthocincla) і Бурохвоста чагарниця (Pterorhinus).